# ملعب الساحر أحمد راضي
ملعب الساحر أحمد راضي هو ملعب متعدد الاستخدامات في بغداد، العراق. يستخدم في الغالب لمباريات كرة القدم، وهو الملعب الرسمي لنادي الكرخ، يتسع لـ 5,150 متفرج.

## التاريخ
كان يطلق على الملعب في الأصل اسم ملعب المنصور وغير اسمه إلى ملعب الرشيد عندما تولى نادي الرشيد الملعب في عام 1984. وأصبح يعرف باسم ملعب الكرخ بعد أن حل نادي الكرخ محل نادي الرشيد في عام 1990، في يونيو 2020، عقب وفاة لاعب نادي الرشيد السابق أحمد راضي، غير اسم الملعب إلى ملعب الساحر أحمد راضي.